# 樟山寺
24°58′23″N 121°34′46″E / 24.9730897°N 121.57938°E
樟山寺位於台灣台北市文山區老泉街，為供奉十八手觀音之佛教廟宇，俗稱十八隻手。該建物興建於1933年，今為位於台北文山區之仿古廟宇建築。另外，該廟宇的組織型態為管理委員會制，祭典日期則是每年農曆之二月十九。

## 歷史
興建於1933年的樟山寺，外觀樸實而穩重，寺內供奉觀世音菩薩，相傳昭和五年（1931年）時，一位住在樟湖附近的居民，在無意間發現一尊形似觀音菩薩的石像，於是便誠心供奉該尊石觀音，後因祈福靈驗而信徒廣增，便由信徒斥資建廟，經過多次修建始成今貌。

## 地理環境
因樟山寺地勢高聳、視野遼闊，能俯瞰指南宮、政大、台北盆地、觀音山及淡水河，寺廟居高臨下，前方寬闊的廣場是眺望大台北市區的絕佳地點。附近有三條登山步道，每逢假日，登山客與香客絡繹不絕，是木柵茶區最著名的寺廟。